# Université technique de Sofia
L'université technique de Sofia est la plus grande université technique en Bulgarie. Elle a été fondée le 15 octobre 1945.
En 1993 dans l'université est établie la Faculté Francophone de Génie Electrique et Informatique.

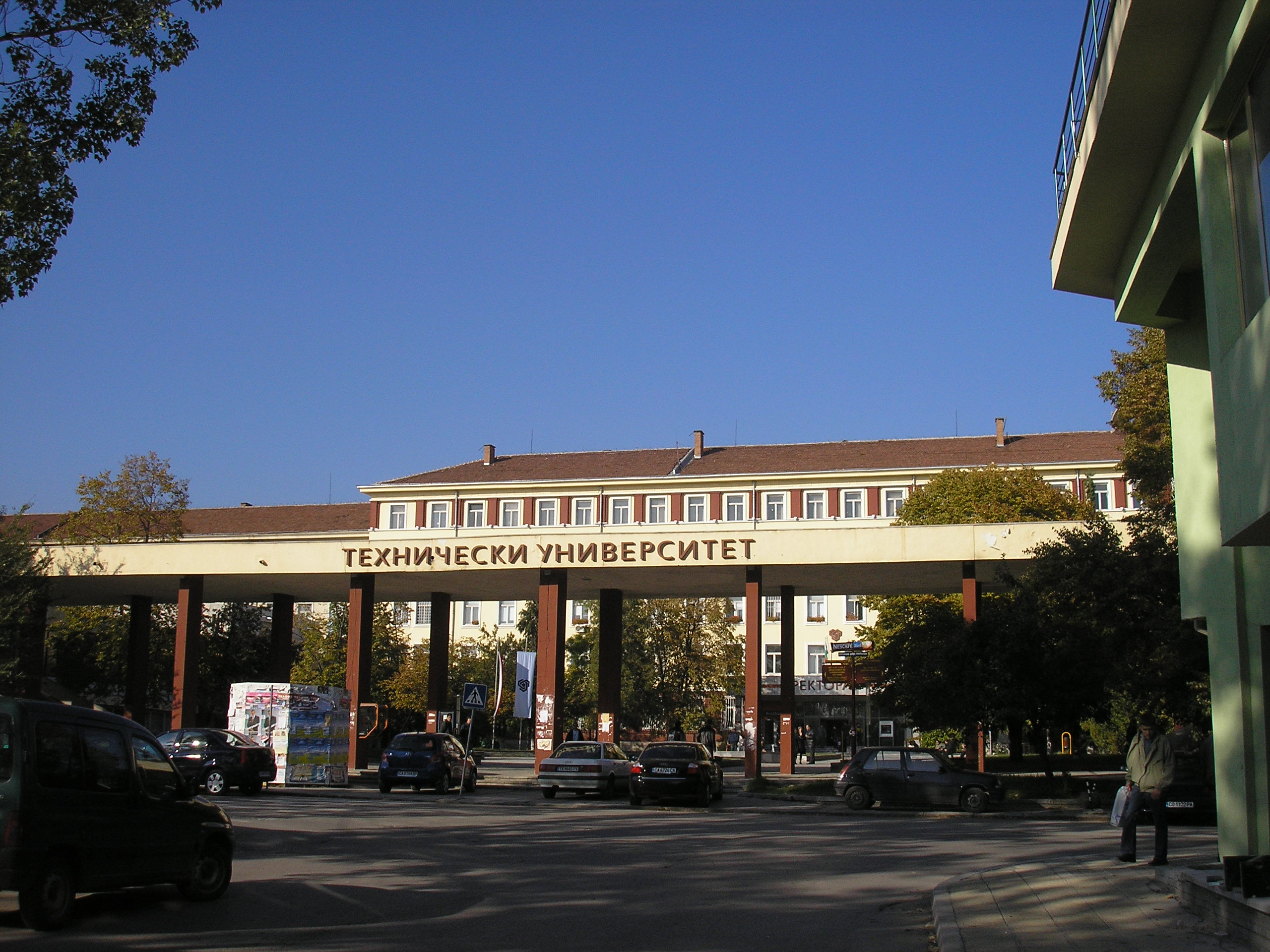
Édifice principal de l'université
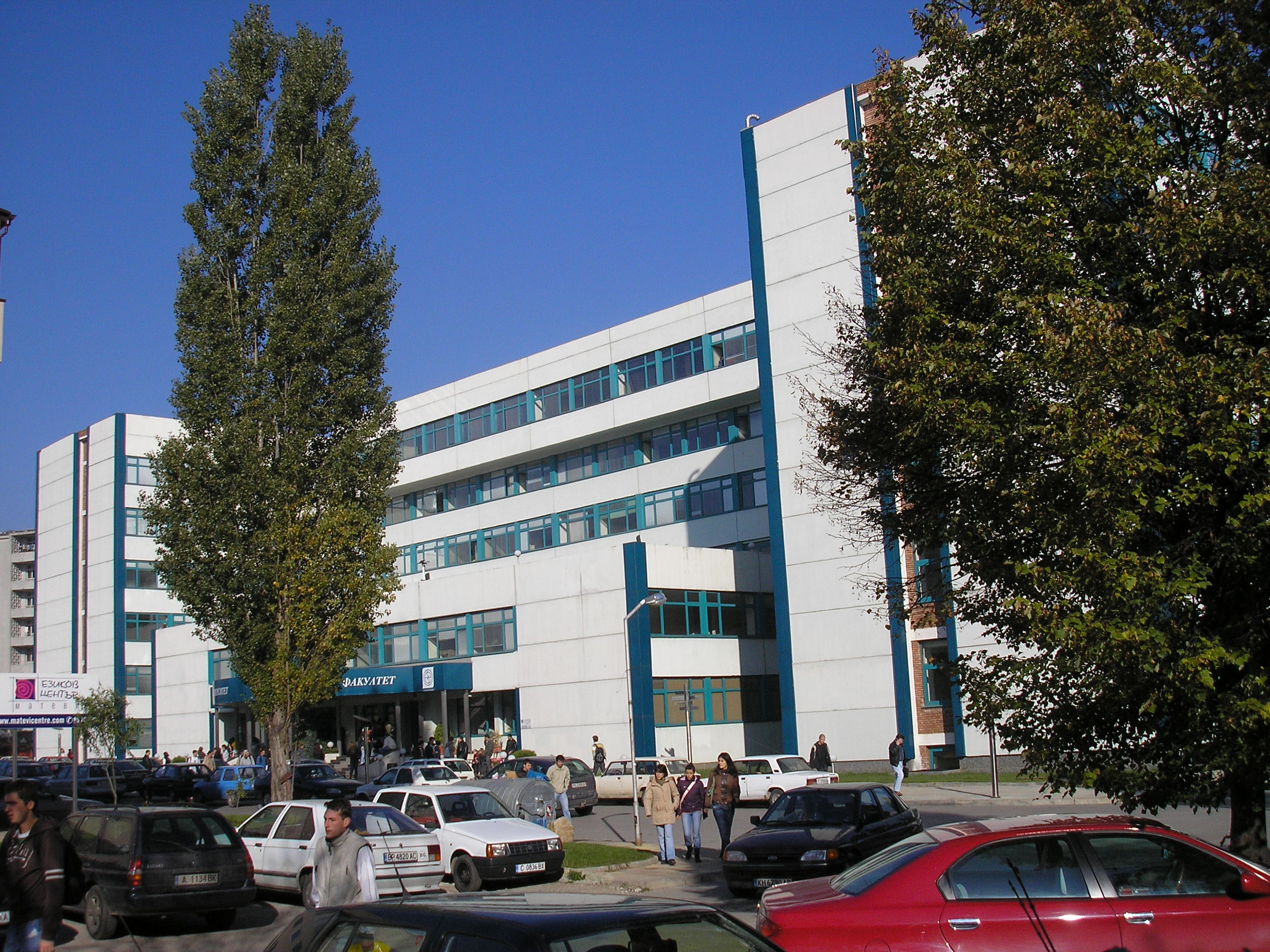
Département d'Électrotechnique

## Relations internationales
L’ Université technique de Sofia est un des huit porteurs de l’initiative Université de technologie européenne, EUt+, au côté de l'Université technique de Riga (Lettonie), l'Université de technologie de Chypre (Chypre), l'Université de sciences appliquées, Hochschule Darmstadt (Allemagne), l'Université technologique de Dublin (Irlande), l’Université de technologie de Troyes (France), l'Université polytechnique de Carthagène ( Espagne) et l’Université technique de Cluj-Napoca (Roumanie).
L’Université de technologie européenne, EUt+ est née de l’alliance de huit partenaires européens partageant la vision "Think Human First" pour une technologie centrée sur l’humain et l'ambition de créer à terme une institution originale et fédérative
A travers l’EUt+, les partenaires s’engagent à créer un avenir durable pour les étudiant·e·s et apprenant·e·s des pays européens, les collaboratrice·teur·s de chacun des établissements et pour les territoires qui accueillent chaque campus.

## Facultés
- Faculté d'automatisation
- Faculté de génie électronique et de technologie
- Faculté de génie électrique
- Faculté de génie énergétique et de machines de puissance
- Faculté de systèmes informatiques et de contrôle
- Faculté de communications et de technologies de la communication
- Faculté de génie mécanique
- Faculté de technologie des machines
- Faculté de gestion
- Faculté des transports
- Faculté de mathématiques appliquées et d'informatique
- Faculté de physique appliquée[2]